# 田代哲也 (1969年生)
田代 哲也（たしろ てつや、1969年7月7日 - ）は、日本の漫画家。JSG杯と赤塚賞受賞。

## 略歴
和光大学人文学部芸術学科卒業。高校在学中に週刊少年ジャンプのJSG杯で佳作。1990年「おたんこ駐在」で赤塚賞佳作。主に4コマ漫画や、ギャグ漫画を執筆。漫画・カットの他、現在は東放学園高等専修学校で講師も務める。